# 제로의 사역마의 등장인물 목록
다음은 라이트노벨 《제로의 사역마》에 나오는 등장인물 목록이다.

## 주요 등장인물

### 주인공
루이즈
성우 - 문선희
16세, 정식 이름은 루이즈 프랑수아즈 르 브랑 드 라 발리에르(프랑스어: Louise Françoise Le Blanc de La Vallière). 트리스테인의 북동쪽 영지를 다스리는 라 발리에르가의 셋째 딸로 마법 실 력이 형편 없어 제로(성공률 0%)의 루이즈로 불린다. 가슴도 제로이다 사역마 사이토의 주인으로 귀족에 대한 긍지가 높다.
히라가 사이토 (平賀 才人, Saito Hiraga)
성우 - 김장
17세, 평범한 고교생으로 어느 날 일본에서 루이즈의 세계로 소환되어 그녀의 사역마가 되었다. 소환 후 전설의 사역마 간달브의 표시를 가지게 되어 이를 통해 실전용 무기와 병기를 자유자재로 다룰 수 있게 되었다. 호기심이 많은 것이 장점이자 단점. 거유를 좋아한다

### 트리스테인 마법학교
- 티파니아(성우 - 장은숙: 하프 엘프. 알비온 대공의 딸로, 허무의 능력자인 그녀의 능력은 '망각'과 '치유'능력으로, 기력을 다하고 죽은 사이토를 다시 되살렸다. 이후, 그녀도 트리스테인 마법학교에 입학하게 된다. 그러나 19권에서 사역마 소환을 하려고 하는 도중에 사이토와 함께 엘프가 납치한다. 그리고 거기에서 사이토가 저번처럼 기력을 다 해 죽게 되자, 그를 다시 사역마로 부활하게 한다.[1]
- 시에스타(성우 - 박신희: 트리스테인 마법학교의 메이드. 하르게니아 대륙에 떨어진 한 일본인을 조상으로 두고 있다. 애니메이션 판에서는 사이토의 이런 저런 바램을 들어준다. 그러나, 18권에서 사이토가 루이즈를 버리고 앙리에타에게 바람을 피자 뺨을 때린다. 한편, 사이토가 정신을 차리지 못할 때에는 루이즈랑 함께 사이토를 몰아 세우기도 한다.
- 퀴르케(퀴르케 아우구스타 프레데리카 폰 안하르트 체르프스트)(성우 - 차명화: 게르마니아 출신 귀족으로, 불 계통의 트라이앵글 메이지이다. 애니메이션 1기에서는 사이토를 유혹할려다가 실패한다. 그리고, 루이즈와는 가문이 접해있어 여러 악연이 있는 사이였다. 그러나 타바사 구출을 계기로 화해한다. 타바사의 절친한 친구이며, 마법학원 교사인 콜베르를 좋아한다. 이명은 '미열'이다.
- 타바사(샤를로트 엘레느 드 오를레앙/샤를로트 슈발리에 엘레느 오를레앙)(성우 - 한신정): 말수가 없고 과묵한 아이. 사역마로 풍룡인 '실피드'가 있다. 사실, 그녀는 왕위 계승자 중에 한명이였으나 내부의 권력다툼으로 어머니는 심신 상실약을 먹었다. 게다가, 그녀에게 내려진 임무는 절대로 수행할 수 없는 것과 마찬가지였다. 뛰어난 자질로 임무를 수행하여 슈발리에 작위를 받는다. 사이토를 제거하라는 임무를 거부하여 납치되어 마음을 잃을 위기에 처했으나, 사이토 등에게 구출된다. 그것을 계기로 사이토를 좋아하게 되었다. 바람 계통의 스퀘어 메이지이며, 이명은 '설풍'이다. 1학년 때는 퀴르케와 싸우기도 하였으나 절친이 되었다.

로말리아의 음모로 로말리아에 협력해 갈리아 여왕이 되지만, 쌍둥이 동생 조제트에게 왕위를 넘겨준 뒤 드 오르니에르 저택에서 루이즈와 사이토 등과 함께 살았다.
- 실피드: 타바사의 사역마. 풍룡으로 보이나 사실은 멸종한줄 아는 고대의 용, 운룡이다. 운룡의 능력으로 말을 할 수 있고, 인간으로 변신 할 수도 있다. 그러나 타바사의 이해 풍룡인척 하고 있다. 타바사의 사랑을 적극적으로 도와주려고 한다. 운룡들에게는 '일쿠크'라고 불린다. 인간으로 변신하면 푸른 머리칼의 20대 정도 여자로 변신한다. 항상 타바사를 언니라고 부른다.
- 몽모랑시 (성우 - 한신정) : 마법학원의 학생이자, 물 계통의 메이지. 기슈와 교제중이지만 기슈의 바람기로 인해 자주 다툰다. 마법약 조제에 재능이 많아 1권에서 금지된 미약을 만들었다가 잘못해서 루이즈가 먹기도 했고, 타바사를 구출할 때 수면약으로 도움을 주었다.
- 콜베르: 마법학원 교사. 20년 전 당글테일 학살 마법대의 대장이었다. 잘못을 깨닫고 참회하여, 연구에 힘쓴다. 사이토의 세계에 관심을 갖는다.
- 올드 오스만(성우 - 탁원제): 마법학원의 교장. 변태 기질이 있지만 가끔은 진지하다.
- 미스 롱빌(흙더미 후케/마틸다 오브 사우스워터)(성우 - 임주현): 파괴의 지팡이를 노리고 마법 학원으로 잠입하여 올드 오스만의 비서가 된 도적. 원래는 알비온 사우스고타 귀족의 딸이었으나 귀족의 신분을 빼앗기자 도적의 길로 접어들었다. 사이토에게 패한 뒤, 감옥에 수감되었으나 레콩키스타에 의해 구출되어 레콩키스타를 돕기도 했다. 티파니아와도 아는 사이며, 현재는 왈드와 행동하고 있다.
- 베아트리스(성우 - 이민하): 트리스테인 왕국의 속국인 크루덴호르프 공국의 공주이다. 마법학원에 입학할 때, 신분과 용 장갑 기사단(루프트 폰 판처리터)를 믿고 제멋대로 행동하고 티파니아를 괴롭혔다. 이단심문 소동에서 주교라는 거짓말을 하기도 하였다.

### 트리스테인 왕국
- 앙리에타(성우 - 조현정): 능력은 '헥사곤 스팰'. 루이즈의 소꿉 친구. 원래는 트리스테인의 왕위 후계자였으나, 갑작스럽게 국왕이 죽고 왕위가 비게 되면서 여왕이 되었으나 국내 외 귀족들의 반발을 샀다. 그러나, 그녀는 이에 굴하지 않고 사이토 같은 평민을 적극적으로 등용하는 등 묘책을 꽤하고 있다. 또한, 그녀는 멸망한 알비온 왕국의 웨일즈와는 사귀는 사이였으나 그가 반란세력 레콘 키스타에 의해 죽게 되면서 루이즈에게 허무의 힘을 사용하라고 부탁했으나, 이로 인해 많은 사람들이 죽게 되자 그녀도 후회하였다. 이후, 웨일즈가 거짓된 생명을 얻어서 나타나자 마음을 주처할 수 없었으나 곧 마음을 정리하였다. 18권에는, 사이토를 두고 루이즈랑 혐악한 사이로까지 이르게 되었다.
- 아니에스(아니에스 슈발리에 드 밀란)(성우 - 이현진): 신교도를 믿는 앵글 지방 출신의 평민이다. 로말리아의 사주로 고향인 당글테일이 불태워 지고 혼자만 살아남자 복수를 꿈꾼다. 그녀의 실력을 인정한 앙리에타 덕분에 귀족이 된다. 고등법원장 리슈먼을 제거하고 당시의 토벌대의 대장을 맡은 콜베르 또한 죽이려 하지만 포기한다.
- 엘레오노르(성우 - 김효선): 루이즈의 큰언니이자, 라 바리엘 공작가의 장녀. 현재 아카데미의 연구원으로 근무하고 있으며, 흙 계통의 메이지이다. 성격은 루이즈와 비슷하고, 몸매도 비슷하다. 성격 탓에 파혼을 당하자 히스테리를 부린다.
- 카틀레아(성우 - 장은숙): 루이즈의 둘째 언니이자, 라 바리엘 공작가의 차녀. 온화한 성격 탓에 루이즈가 잘 따르지만 몸이 약해 항상 집에 있다. 약간의 마법 사용만으로도 몸에 무리가 온다. 라 바리엘 공작가에서 유일하게 사이토를 인정해준다.
- 마자리니 추기경(성우 - 박만영): 로말리아의 추기경으로 트리스테인의 전 국왕이 갑작스럽게 사망하자 앙리에타를 돌보며 국정을 맡아보고 있다. 유력한 교황 후보 중의 하나였다.
- 마리안느 태후(성우 - 박신희): 트리스테인 왕국 선왕의 비

### 수정령 기사대
- 기슈 (기슈 드 그라몽)(성우 - 신용우): 트리스테인 마법학원의 학생이자, 수정령 기사대의 대장이다. 트리스테인 명문 귀족 그라몽가의 사남이다. 아버지는 군의 원수로 통하고 있고, 형제 모두 알비온과의 전쟁 때 군에 출병하였다. 사이토의 첫 번째 결투 상대이며, '흙' 계통의 메이지이다. 몽모랑시와 교제중이지만 바람기가 심하여 자주 다툰다. 갈리아와의 전쟁에서의 공적으로 '슈발리에' 작위를 받았다.
- 마리코르느(성우 - 박신희): 트리스테인 마법학교의 학생이자, 수정령 기사대의 대원이다. '바람' 계통의 도트 메이지이다.
- 레이나르(성우 - 김광국): 트리스테인 마법학교의 학생이자, 수정령 기사대의 대원이다.

### 엘프 무리
- 룩샤나: 인간 사회를 동경하는 엘프 소녀. 알리의 약혼녀이다. 19권에 가서는, 연구원의 자격으로 약혼자 알리와 함께 사이토와 티파니아를 납치한다. 평의회에 반대하여 사이토와 티파니아를 자신의 집에 머물게 하며 인간 사회에 대해 연구한다. 평의회가 사이토와 티파니아에게 심신상실약을 투여하려 하자 구출하여 친구의 집에 머무르게 해준다.
- 알리: 룩샤나의 약혼자. 엘프의 뛰어난 전사이다.(파리스의 작위를 받았다고 하는데, 슈발리에와 비슷한 의미로 생각된다.) 19권에서 악마의 부활을 막기 위해 동료와 함께 사이토와 티파니아를 납치해온다. 룩샤나가 사이토와 티파니아를 구출하려고 하자 저지하려다가 사이토와의 전투에서 패한다. 해룡을 다룬다.
- 비단샤르: 룩샤나의 숙부. 교섭을 위해 갈리아에 찾아갔다가 조제프의 부하가 되기도 하였다. 타바사를 납치해 왔으며, 되찾으려는 사이토와의 결투에서 패배한다. 후에 사하라에서 사이토와 재회한다. 브리미르를 죽인 성자 아누비스가 간달브라고 믿고 있다.
- 파티마: 티파니아랑 거의 외모가 동일한 엘프이자, 인간을 혐오하는 엘프. 사촌인 티파니아를 미워하는데 이유는 티파니아가 인간을 좋아하기 때문이다. 후에 티파니아를 공격한다.

### 갈리아 왕국
- 조제프(성우 - 이원찬): 갈리아의 왕. 마법적 재능이 없었기에(나중에 허무의 사용자임이 밝혀진다.) 재능이 뛰어났던 동생 샤를을 질투하여 죽이고, 샤를의 부인에게 심신상실약을 먹여 마음을 잃게 한다. 샤를의 딸 타바사를 제거하기 위해 위험한 임무에 투입한다. 세계를 멸망시키고자 하나 루이즈 들에게 저지당한 뒤 비토리오의 마법으로 회개하나, 그의 사역마 묘드니트니른에게 살해당한다.
- 셰필드(성우 - 전숙경): 조제프의 사역마. 온갖 마도구를 조종할 수 있는 신의 두뇌, 묘드니트니른이다. 조제프는 뮤즈라고도 부른다. 루이즈와 사이토를 제거하려 하나 번번히 실패하고, 둘의 인연을 질투한다. 조제프를 죽인 뒤 자살한다.
- 샤를: 조제프의 동생. 오를레앙 공이라고도 한다. 타바사의 아버지이다. 어렸을 적부터 마법적 재능이 뛰어났으나, 왕의 자리를 탐냈었다. 후에 사냥을 나갔다가 조제프의 화살에 살해당한다.
- 이자벨라: 조제프의 딸. 북화단기사대의 단장으로, 타바사를 미워했다. 그러나 화해하였고 타바사에게 충성을 맹세한다. 로말리아의 음모로 조제프와 타바사가 바뀌고 타바사가 끌려가자 구출 작전에 참여한다.
- 타바사의 어머니: 샤를의 부인으로 타바사의 어머니이다. 타바사를 지키려다 마음을 잃고 만다. 후에 마음을 되찾는다.
- 조제트: 샤를의 딸. 타바사의 쌍둥이 동생이다. 쌍둥이를 금기로 여기는 갈리아 왕국의 전통탓에 태어나자마자 수도원에 맡겨 졌다. 조제프가 죽은 후 허무에 눈을 뜨자 줄리오가 갈리아 여왕으로 만든다. 줄리오를 짝사랑하고 있다.
- 카스텔모르(바소 카스텔모르): 몰락 귀족이었으나 오를레앙 공이 재능이 있다고 발탁하여 바람의 스퀘어 메이지로써 동장미 기사단 단장의 직위에까지 오른다. 조제프에게 반기를 드나 실패하자 갈리아 군에 용병으로 위장하였다가 타바사를 도운다. 타바사 구출에서도 도움을 주었고, 로말리아에게서 타바사를 되찾는데에도 협력하였다.

### 로말리아 도시왕국
- 비토리오(비토리오 세레발레): 도시국가 연합체 로말리아 도시왕국의 교황, 성 에이지스 32세라고도 한다. 시조 브리미르의 제자 성 포르사테의 후손이며, 허무의 사용자이다. 부드러운 미소 뒤에 온갖 음모가 도사리고 있다.
- 줄리오(줄리오 체자레): 고아원 출신의 비토리오의 사역마. 온갖 동물을 조종할 수 있는 사역마, 빈달브이다. 알비온과의 전쟁에서 로말리아 의용군으로 용 기사대에 소속되어 있었고, 사이토가 알비온 7만 대군을 막으려고 할 때 사이토의 부탁으로 루이즈를 배에 태워서 트리스테인으로 왔다. 빈달브의 능력으로 풍룡 '아주로'를 능숙하게 조종한다. 조제프가 죽은 뒤, 새로운 허무의 사용자인 조제트를 수도원에서 데려와 이용한다. 할카게기니아에서는 불길하게 여기는 월목(오드아이)을 가진 금발 미소년이다. 후에 조제트와 이중 계약을 맺어 온갖 마도구를 조종할 수 있는 묘드니트니른이 된다.

### 알비온 공화국(제국)
- 웨일즈 황태자(성우 - 방성준): 멸망한 알비온 제국의 마지막 황태자. 트리스테인 왕녀 앙리에타의 사촌이면서, 연인 관계이다. 레콩키스타 대원 월드에게 살해당한 뒤 안드바리의 반지에 의해 되살아나 크롬웰의 명령을 따른다. 앙리에타를 납치하려다 사이토에게 저지당한 뒤 다시 사망한다.
- 모드 대공: 티파니아의 아버지. 국왕의 동생으로, 왕가의 재보 관리를 맡은 높은 지위였지만 엘프인 샤자르를 첩으로 들였다. 그 사실을 안 국왕이 샤자르와 티파니아를 죽이려 하자 반대하다가 사망한다.

### 레콩키스타
- 크롬웰(성우 - 박만영): 공화국을 세워 성지를 점령하는 것을 목표로 하였다. 그러나 후에 갈리아 함대에 의해 살해당한다.
- 왈드(쟝 자크 왈드)(성우 - 이주창): 루이즈의 약혼자로 마법위사대 그리폰대의 전대장이다. 레콩키스타의 일원으로 앙리에타가 맡긴 임무에 따르는 척 하다가 웨일즈 황태자를 살해한다. 그러나 사이토와의 결투에서 팔 한쪽을 잃고, 레콩키스타 마저 와해되자 후케와 함께 떠돌이 신세가 된다. 현재는 교황의 명령으로 사이토와 티파니아를 구출하기 위해 사막으로 향하고 있다.

### 기타 세력
- 시조 브리미르(브리미르 르 루밀 니다벨리르): 할케기니아를 세운 신, 시조. 자신의 종족을 위협하는 바리야그 족에 대항하기 위해 '허무'의 마법을 개발했다. 엘프인 샤샤와 그외 3명의 서로 다른 사역마를 두었다.(간달브, 빈달브, 묘드니트니른, 리브스라시르) 샤샤를 사랑하였으나, 뭔가의 이유로 샤샤와 데르프링거에게 살해당한다. 유언으로 엘프에게서 성지를 되찾으라는 말을 남겨 그 후에 몇차례의 걸친 '성전'의 계기가 되었다.
- 샤샤: 엘프이자 브리미르의 사역마인 간달프(마법을 다룰 수 있는 소인이란 뜻). 인텔리전드 소드인 데르프링거를 만들고 후에 무언가의 계기로 브리미르를 죽였다.
- 원소의 형제: 다미앵, 자크, 두두, 자네트 4남매로 구성된 암살자 집단. 전북화단기사 소속이기도 하다. 트리스테인 귀족의 사주로 평민 출신 귀족인 히라가 사이토를 죽이려 하지만 실패한다. 이때 셋째 두두와 사이토의 싸움에서 데르프링거가 무리하게 마력을 흡수하다 부서지고 만다.

## 열풍의 기사희
- 카린(CV: 이세 마리야): 루이즈의 어머니. 남녀 차별이 있던 시절에 남장을 하고 기사단에 입단을 한다.
- 산드리온(CV: 후쿠야마 준): 기사단의 단장. 기사단의 단원들이 의문의 사고로 사망하는 것을 고민하던 차에 카린이 입단을 하고 싶다고 하자 선선히 받아준다. 이후, 앙리에타의 어머니, 마리안느 왕녀의 호위임무를 맡다가, 예전에 자신이 죽인 평민이 다시 되살아 나는 것을 목격하게 된다. 그러나, 카린이 그를 설득하여 이를 극복한다.

## 게임판 등장인물
제로의 사역마의 게임판에만 등장하는 인물 목록.